# 순천 최씨
순천 최씨(順天崔氏)는 전라남도 순천시를 본관으로 하는 한국의 성씨이다. 시조는 고려에서 호산부원군을 지낸 최익(崔瀷)이다.

## 참고 자료
- “순천최씨(順天崔氏)”. 뿌리를 찾아서.[깨진 링크(과거 내용 찾기)]